# Gossi (See)
Der Gossi ist ein See in der Region Gourma-Rharous im Südosten Malis. Er wird auch Mare de Gossi genannt.
Er hat eine Fläche von 5,6 km², liegt in der Gourma-Wüste und wird unterirdisch gespeist.
Am See findet in der Kleinstadt Gossi wöchentlich ein überregional bedeutender Viehmarkt statt. Der See gehört zum Lebensraum einiger hundert Afrikanischer Elefanten in Mali.
Ganz in der Nähe verunglückten Thierry Sabine (Gründer der Rallye Dakar), Daniel Balavoine und drei weitere Personen am 14. Januar 1986 bei einem Hubschrauber-Absturz tödlich.